# 西沙伊·恩杜马洛
西沙伊·西蒙·恩杜马洛（1936年—2000年2月25日）是斯威士兰政治人物，曾于1996年5月8日至7月26日间担任代理首相。
2000年，恩杜马洛遭遇车祸去世，享年64岁。